# Grote Sovjetencyclopedie

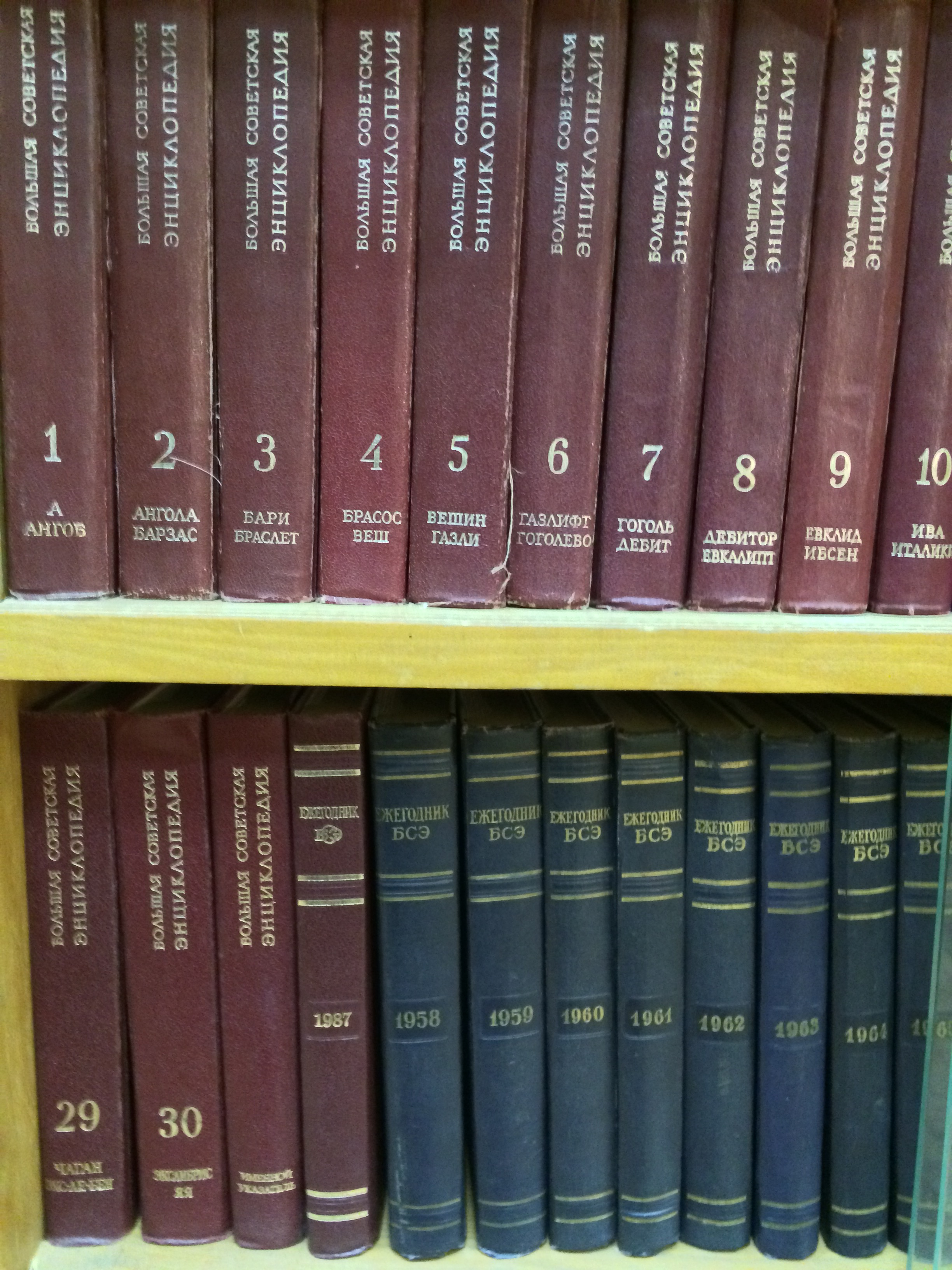
Derde editie, met supplement en met jaarboeken vanaf 1958

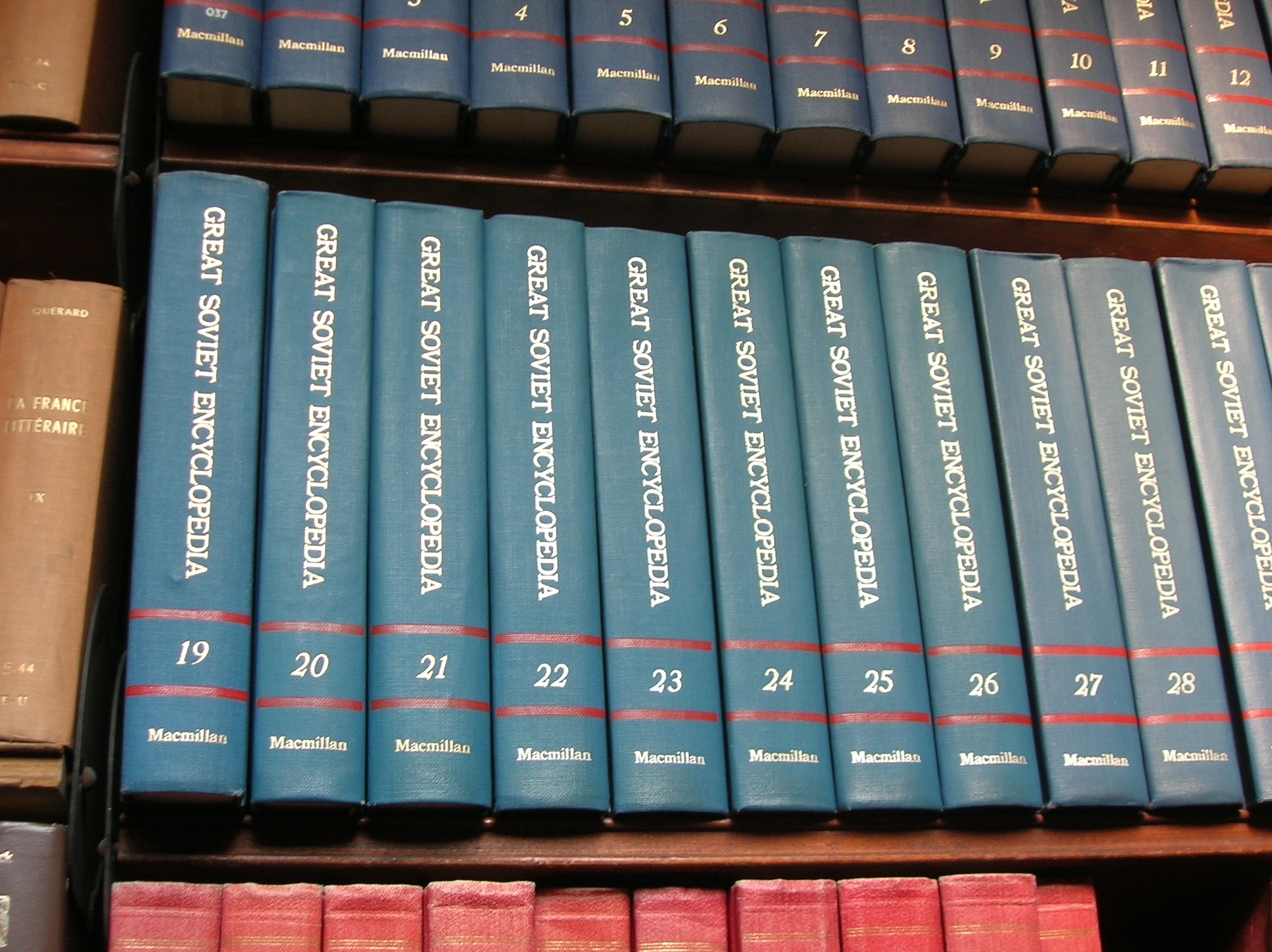
Great Soviet Encyclopedia, Macmillan Publishers, 1974-1983

De Grote Sovjetencyclopedie (GSE) (Russisch: Большая советская энциклопедия (БСЭ); Bolsjaja sovetskaja entsiklopedija of BSE) is een van de grootste en meest uitgebreide encyclopedieën in het Russisch en werd uitgegeven door de staatsuitgeverij van de Sovjet-Unie.

## Edities
In de loop van der tijd zijn 3 edities verschenen:
- Eerste editie – 65 delen (65.000 lemma's en een extra deel over de Sovjet-Unie), uitgegeven van 1926 tot 1947.  Hoofdredacteur was Otto Schmidt (tot 1941).
- Tweede editie – 50 delen (100.000 lemma's en een extra deel), uitgegeven van 1950 tot 1958. De hoofdredacteuren waren Sergej Vavilov (tot 1951) en Boris Vvedenski (tot 1969). Twee indexdelen voor deze editie werden uitgegeven in 1960.
- Derde editie – 30 delen (100.000 lemma's plus een indexdeel uitgegeven in 1981; ongeveer 50 miljoen woorden), uitgegeven van 1969 tot 1978. Deel 24 is verdeeld over twee boeken, waarvan een bestaat uit een volledig boek over de Sovjet-Unie). Aleksandr Prochorov was hoofdredacteur (vanaf 1969). Deze editie werd ook vanaf 1973 in het Engels vertaald, maar omdat elk deel apart vertaald werd, was de index nodig om een specifiek artikel op te zoeken. Deze editie is ook in het Grieks vertaald.

Van 1957 tot 1990 werd ook elk jaar het Jaarboek van de Grote Sovjetencyclopedie uitgegeven, waarin actuele artikelen stonden over de Sovjet-Unie en alle landen van de wereld.
De eerste webeditie, een exacte replica van tekst en afbeeldingen van de derde (ook wel genoemd "Rode") editie, werd uitgegeven door rubricon.ru in 2000.

## Opvolger

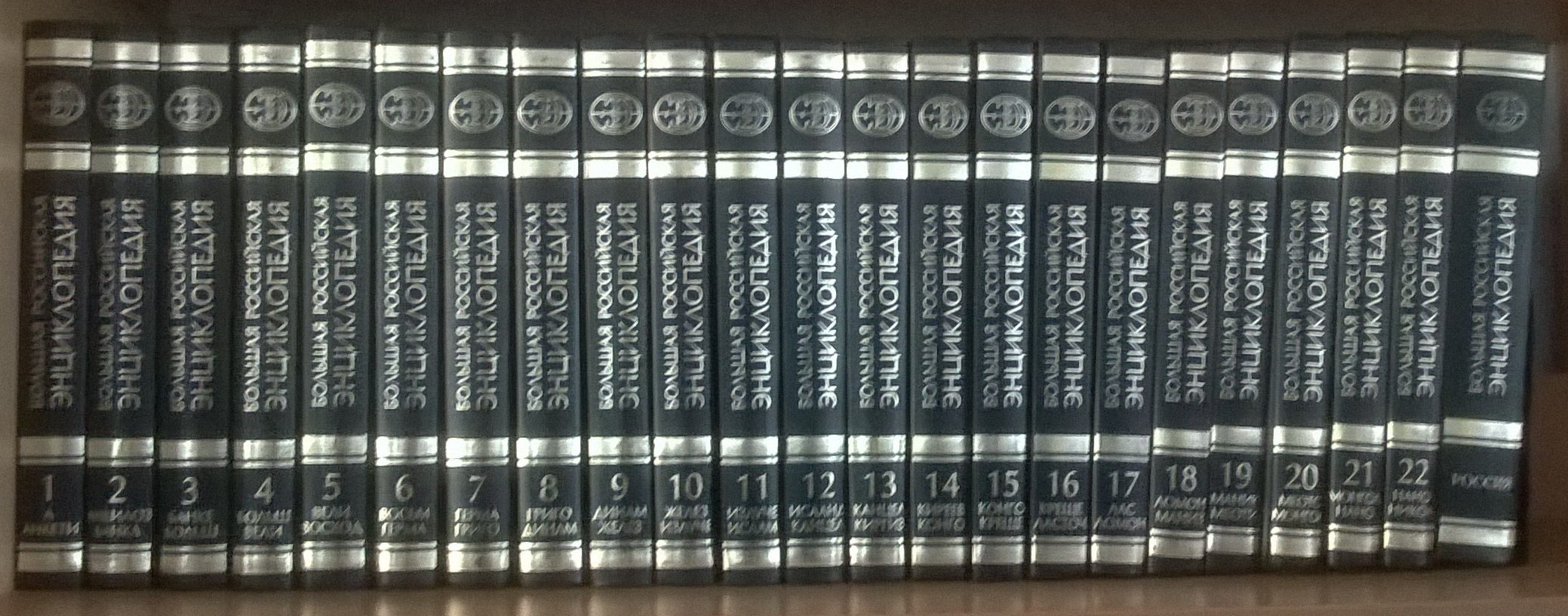
Grote Russische Encyclopedie in de bibliotheek van de Universiteit van Vilnius (april 2015)

Sinds 2004 verschijnt de Grote Russische Encyclopedie (GRE).